# François Damiens
François Damiens (* 17. ledna 1973, Uccle, Belgie) je belgický herec, komik a režisér.

## Životopis
Po studiu na střední škole Cardinal Mercier v Braine-l'Alleud se specializoval v ekonomickém oboru. Dále absolvoval postgraduální studium na vysoké ekonomické škole se specializací na mezinárodní obchod. V rámci studijního pobytu strávil čtyři měsíce v Austrálii a vydal se poté do světa audiovizuálních médií.
Již od dětství jej fascinovaly herecké scénky a skeče a k této oblasti se dostal náhodou. Dostal se do televizního pořadu, který pracuje na principu skryté kamery (Keynews Télévision). Svou kariéru začal ve dvojici s Wassilem Zakim v sérii scének se skrytou kamerou, které měly být vysílány v letadle. Postupem času také moderoval pořad na stanici RTL-TVI, kde nahradil Jeana-Michela Zeccu. Při této příležitosti vytváří osobu Françoise L'Embrouille, kterou využívá při svých skečích se skrytou kamerou. V Belgii se stane tak populárním, že musí svůj pořad v roce 2004 zrušit, protože již nemůže hrát, aniž by ho nikdo nepoznal, přesouvá se tehdy do Francie. Ve Francii, stejně jako ve Švýcarsku, se jeho pořad těšil též velké popularitě.
V roce 2006 začal s filmovým herectvím díky komické dvojici Éricovi a Ramzymu, kteří jej představí Michelovi Hazanaviciusovi, a ten právě připravoval film Agent 117, Damiens byl tedy obsazen do jedné z menších rolí. Od té doby se objevuje převážně v komediích.
Mluví třemi jazyky, kromě své rodné francouzštiny zvládá též nizozemštinu a angličtinu.
V roce 2018 přišel jeho režijní debut ve snímku Mon Ket, v němž si i zahrál.

## Filmografie
| Rok  | Název                               | Role                   |
| ---- | ----------------------------------- | ---------------------- |
| 2000 | La Commune (Paris, 1871)            | opravář                |
| 2001 | Le grand jeu                        | Thomas                 |
| 2006 | Dikkenek                            | Claudy Focan           |
| 2006 | Agent 117                           | Raymond Pelletier      |
| 2007 | Taxi 4                              | Serge                  |
| 2007 | Cowboy                              | Franz                  |
| 2007 | Svatba jako překvapení              | kuchař                 |
| 2007 | První, kdo se namane                | realitní makléř        |
| 2008 | Patnáctka z Paříže                  | Jean Maxence           |
| 2008 | JCVD                                | komisař Bruges         |
| 2008 | To jsem já                          | doktor None            |
| 2008 | Les Hauts Murs                      | vedoucí                |
| 2008 | 2 blbouni v Paříži                  | hráč curlingu          |
| 2008 | Děti z Timpelbachu                  | knihovník              |
| 2009 | Inkognito                           | belgický turista       |
| 2009 | Mikulášovy patálie                  | soused, pan Blédurt    |
| 2009 | Wolbergova rodina                   | Simon Wolberg          |
| 2010 | Dva pitomci z Paříže                | Romero                 |
| 2010 | (K)lamač srdcí                      | Marc                   |
| 2010 | Krach                               | prodejce               |
| 2011 | Nic k proclení                      | Jacques Janus          |
| 2011 | Une pure affaire                    | David Pelame           |
| 2011 | Prázdniny u moře                    | pan Fraises            |
| 2011 | Něžnost                             | Markus                 |
| 2012 | Torpédo                             | Michel Ressac          |
| 2012 | Les Kaïra                           | Claude Fachoune        |
| 2012 | Tango libre                         | Jean-Christophe        |
| 2013 | Gare du Nord                        | Sacha                  |
| 2013 | Tip Top                             | Robert Mendès          |
| 2013 | Suzanne                             | Nicolas                |
| 2013 | Hraji mrtvého                       | Jean Renault           |
| 2014 | Rodinka Belierových                 | Rodolphe Belier        |
| 2015 | Zbrusu Nový zákon                   | François               |
| 2015 | Kovbojové                           | Alain                  |
| 2016 | Des nouvelles de la planète Mars    | Philippe Mars          |
| 2016 | Ils sont partout                    | Roger                  |
| 2016 | Tanečnice                           | obchodník              |
| 2017 | Malý Spirou                         | pan Mégot              |
| 2017 | Ôtez-moi d'un doute                 | Erwan Gourmelon        |
| 2018 | Svět je tvůj                        | René                   |
| 2018 | Mon Ket                             | Daniel „Dany“ Versavel |
| 2019 | Fourmi                              | Laurent                |
| 2020 | Zapomenutý princ                    | Pritprout              |
| 2020 | Mon cousin                          | Adrien Pastié          |
| 2020 | Le Bonheur des uns...               | Francis Léger          |
| 2021 | Zásek                               | Tony                   |
| 2021 | Cette musique ne joue pour personne | Jeff de Claerke        |
| 2021 | Adieu Paris                         |                        |